# باد گوتلوبا-برگیس‌هوبل
شهر باد گوتلوبا-برگیس‌هوبل در ایالت زاکسن در کشور آلمان واقع شده است.